# Gratiola bogotensis
Gratiola bogotensis là một loài thực vật có hoa trong họ Mã đề. Loài này được Cortés ex Pennell mô tả khoa học đầu tiên năm 1920.